# Fool's Overture
«Fool's Overture» es una canción del grupo británico Supertramp publicada en el álbum de estudio Even in the Quietest Moments. Compuesta por Roger Hodgson, la canción sirvió como cierre del álbum e incluye múltiples samples de sonido. El primero de ellos es un extracto de la alocución de Winston Churchill el 4 de junio de 1940 sobre la involucración de Gran Bretaña en la II Guerra Mundial, seguido de sonidos de coches de policía y de las campanas del Big Ben de Londres. También incluyó un extracto del tema de Gustav Holst «Venus» de su suite The Planets, así como una lectura del poema de William Blake "And did those feet in ancient time", más comúnmente conocido como "Jerusalem".

## Historia
«Fool's Overture» fue interpretada como último tema antes del encore en las giras de Supertramp en 1977, 1979 y 1983, así como en la gira en solitario de Roger Hodgson en 2010. Cuando la canción era tocada en directo, se mostraba un video de la Segunda Guerra Mundial durante la alocución de Winston Churchill y otro video de bombas y explosiones antes del final de la canción. Durante el final de la canción, era común que subieran al escenario personajes caricaturescos como Superman, gorilas bailarines, policías, ladrones, indios y personas vestidas de Charlie Chaplin, Miss Piggy y Adolf Hitler. Durante la sección en la que se leía el poema de Blake, John Helliwell solía tocar solos de saxofón que variaban de concierto en concierto. Una versión en directo grabada en 1979 fue recogida en el álbum en directo Paris. 
Entre finales de la década de 1970 y comienzos de la década de 1990, una porción de «Fool's Overture» era utilizada como música de cabecera para la serie de televisión canadiense W5. En los Países Bajos, una parte instrumental de la canción era utilizada como música de fondo en Radio Veronica durante la emisión de la lista nacional Dutch Top 40 en la década de 1980.

## Personal
- Roger Hodgson: piano, sintetizador, armonio, voz y coros.
- Dougie Thomson: bajo y coros.
- Bob Siebenberg: batería.
- Rick Davies: piano, sintetizador y coros.
- John Helliwell: sintetizador, saxofón tenor, clarinete y coros.